# Imparfinis lineatus
Imparfinis lineatus är en fiskart som först beskrevs av Bussing, 1970.  Imparfinis lineatus ingår i släktet Imparfinis och familjen Heptapteridae. Inga underarter finns listade i Catalogue of Life.